# Biserica romano-catolică din Misentea

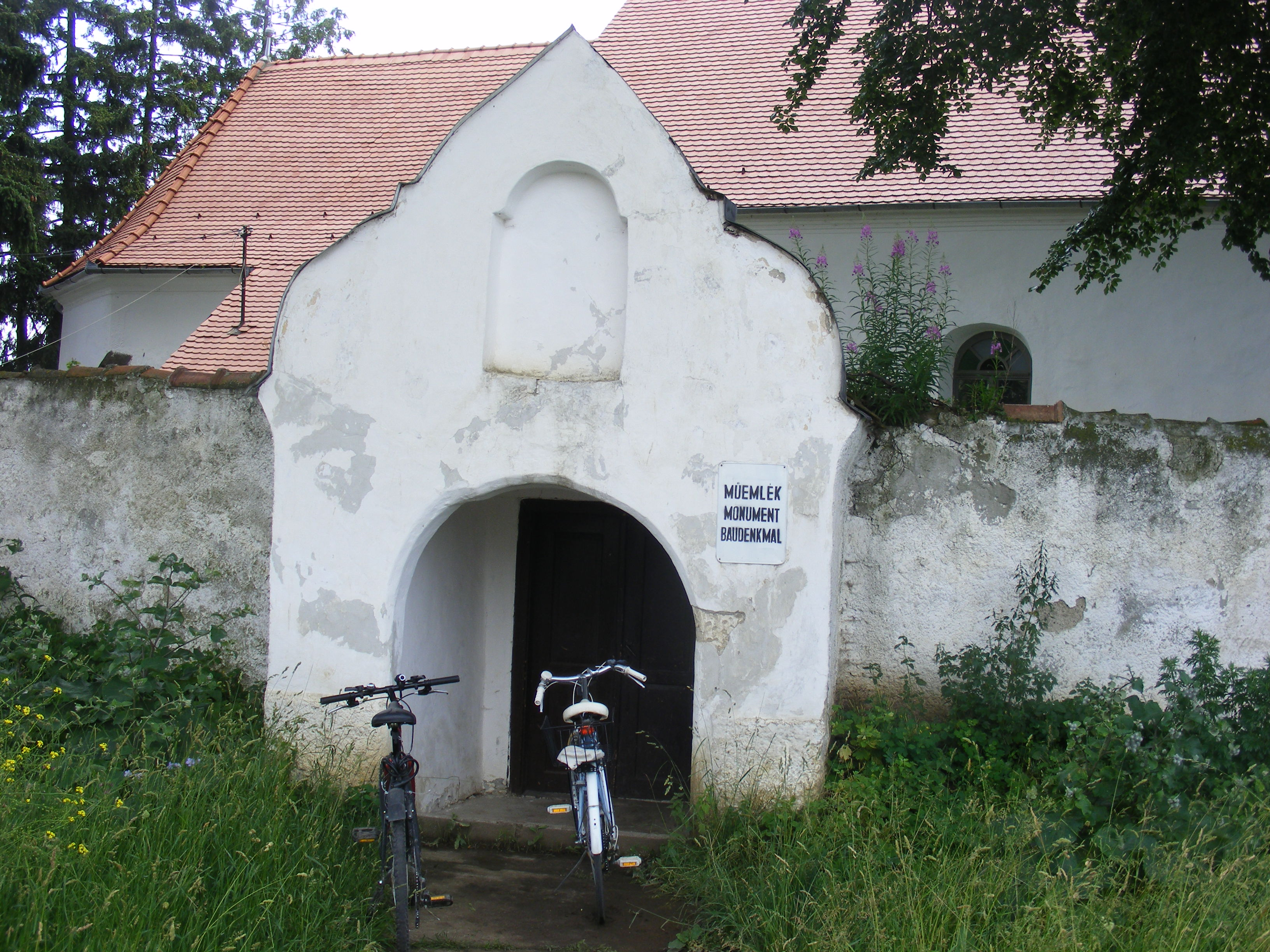

Biserica romano-catolică din Misentea, cu hramul „Toți Sfinții” (în maghiară Mindenszentek), este un monument istoric și de arhitectură situat în localitatea Misentea, județul Harghita.
Edificiul este atestat din anul 1333 sub numele Ecclesia Omnium Sanctorum („Biserica Tuturor Sfinților”), fiind clădit în jurul unei legende a Sf. Ladislau și pe ruinele bisericii gotice din 1230. Biserica a suferit stricăciuni mari în secolul al XVII-lea, când trupele otomane, aflate sub comanda pașei Ali, au atacat zona. După aceea, reconstrucțiile baroce și turnul bisericii (ele încă păstrând și elemente gotice) au fost realizate între anii 1799-1815, cu sprijinul episcopului József Mártonffy.
Biserica este monument istoric și de arhitectură.

### Descrierea bisericii
Biserica catolică din Misentea, medievală, are o absidă poligonal-închisă, frumoasă, boltită, cu o navă în stil baroc și un turn nou.
Apesa e închisă de cele trei laturi ale octogonului. Tavanul are forma unei panglici robuste cu trei pietre convergente și cu două decorațiuni sub formă de stea și cruce grecească în exterior. Arcul de la intrare e circular în stil baroc.
Sanctuarul și-a păstrat caracterul gotic medieval aproape intact, colțurile sale sunt susținute de contraforturi impermeabile, au ferestre gotice, cu acoperiș boltit. E o cabină gotică neterminată pe peretele nordic al sanctuarului său. Pe fațada holului din partea de sud a bisericii se află o impresie modestă a Trinității.